# Rashied Doekhi
Mohamed Rashied Doekhi(e) (16 januari 1955), is een Surinaamse politicus en een voormalig districtscommissaris van Nickerie. Hij was assembléelid namens de Nationale Democratische Partij van Desi Bouterse.

## Presidentskandidaat 2000
In 2000 werd Doekhi onverwachts door Desi Bouterse voorgedragen als kandidaat voor het presidentschap namens de Millennium Combinatie. Doekhi's tegenkandidaat bij de presidentsverkiezingen in het parlement was Ronald Venetiaan. Doekhi verloor van Venetiaan die met 39 van de 51 stemmen voor de tweede keer gekozen werd als president van Suriname.

## Gevecht in parlement
Op 13 december 2007 vond er in een gevecht plaats in De Nationale Assemblée (DNA) waarbij Doekhie betrokken was. Het begon na de schorsing van een vergadering waarin een verhitte discussie gevoerd werd over vermeende corruptie op het ministerie van Ruimtelijke Ordening Grond- & Bosbeheer. Volgens Doekhie zou toenmalig DNA-voorzitter Paul Somohardjo een van de sleutelfiguren daarbij zijn en zichzelf en aan hem gelieerde stichtingen meerdere keren verrijkt hebben met lappen grond van de overheid. "Ik ken geen enkele Somohardjo die ooit in de gevangenis heeft gezeten, maar gaat u, Doekhie, na hoeveel Doekhies er in de gevangenis zijn", riep Somohardjo kort voor hij de vergadering schorste. Terwijl Somohardjo wegliep van de voorzittersstoel, voegde Ronnie Brunswijk zich toe bij hem. Schreeuwend benaderde Doekhi Somohardjo en er volgde toen en woordenwisseling tussen de twee. Wat er geroepen werd was niet te horen, omdat na het schorsen van de vergadering het geluid in de zaal was uitgeschakeld. Brunswijk wrong zich al pratend tussen de twee, waarop Doekhie Somohardjo enkele frontale porren bezorgde. Brunswijk gaf Doekhi een flinke duw waarop deze met de rug op een tafel belandde. Doekhie werd toen aan de enkels gegrepen door Brunswijk en naar de vloer getrokken. Vervolgens was te zien hoe zowel Brunswijk als Somohardjo rake trappen uitdeelden aan Doekhi, die op de vloer lag. Door ingrijpen van politie en andere parlementariërs werd het gevecht beëindigd. Het gevecht werd uitgezonden op de Surinaamse televisiezender STVS.
Doekhi deed aangifte wegens mishandeling. Doekhi, Brunswijk en Somohardjo boden hun verontschuldigingen aan aan het parlement. Toenmalig DNA-voorzitter Somohardjo zei dat hij zijn excuses aanbood, ondanks dat hij "onschuldig" was. Volgens Somohardjo zou Doekhi hem eerst hebben uitgescholden en daarna een "harde vuistslag" in het gezicht hebben gegeven. Somohardjo vond dat hij "op brute wijze was aangevallen door Doekhi".
Of de kritiek van Doekhie op het vermeende oneerlijke grondbeleid van de coalitie oprecht was, kan sterk worden betwijfeld, omdat Doekhie zelf op verscheidene momenten grote stukken grond heeft gekregen van de overheid. Bij elkaar zou hij ruim duizend hectare op zijn naam hebben laten overschrijven. Doekhie beweerde dat wat hij gekregen heeft, procedureel prima in orde was. Volgens Doekhi kon hij dat niet zeggen van de andere politici die hij beschuldigde van het hebben van een "hebzucht en tomeloze honger naar grond".

## WikiLeaks
Volgens door WikiLeaks gepubliceerde documenten van de Amerikaanse ambassade in Suriname zou Doekhi de ontmoeting van Desi Bouterse en de Guyanese crimineel Roger Khan gearrangeerd hebben. Doekhi zou, op zijn privéterrein in Southdrain, Nickerie, Bouterse hebben geïntroduceerd aan Roger Khan. Volgens Doekhie zijn de 'onthullingen' van WikiLeaks allemaal geruchten en kent hij Roger Khan alleen van foto's. In de documenten van de Amerikaanse ambassade wordt ook vermeld dat Doekhie, Desi Bouterse en Roger Khan (die naar verluidt leider is van de Guyanese doodseskader Phantom Squad) plannen zouden hebben beraamd om toenmalig minister van Justitie Chan Santokhi en procureur-generaal Subhas Punwasi te liquideren.

## Parlementsverkiezingen
Bij de parlementsverkiezingen van mei 2010 was Doekhi de lijsttrekker voor de Megacombinatie in het district Nickerie. Dit zorgde voor wat verbazing, omdat aanvankelijk besloten was dat deze positie naar Harriët Ramdien zou gaan en dat Doekhi op de vijfde plaats van de kieslijst zou worden gekandideerd. Doekhi werd opnieuw gekozen als lid van De Nationale Assemblée. In 2015 werd hij opnieuw verkozen tot DNA-lid en in 2020 was hij geen kandidaat.
Begin 2021 werd Doekhi benoemd tot bestuurslid van de Stichting Machinale Landbouw (SML).

## Trivia
- Zijn dochter Chantal Doekhi was van 2011 tot 2014 zaakgelastigde voor Suriname in Nederland.[11]